# Iosif Erdei
Iosif Erdei (* 15. August 1974 in Șuncuiuș; † 6. Dezember 2014) war ein rumänischer Fußballspieler.

## Sportlicher Werdegang
Bereits im Alter von 14 Jahren stand Erdei bei seinem Heimatklub Minerul Șuncuiuș in der Mannschaft, als 18-Jähriger wechselte er zu Crișul Aleșd. 1993 wechselte er zum FC Bihor Oradea in die zweitklassige Divizia B, während seines Wehrdienstes lief er zudem kurzzeitig für UTA Arad auf. 1995 wechselte er zum Erstligisten FC Brașov in die Divizia A, eine Erkrankung 1996 unterbrach jedoch für ein Jahr seine Laufbahn. Dennoch holte Trainer Mircea Lucescu ihn 1997 zu Rapid Bukarest, später spielte er für Olimpia Satu Mare und erneut den FC Bihor Oradea. Seine Karriere beendete er bei Crișul Aleșd in der dritten Liga.
Nach seinem Karriereende gründete Erdei ein Unternehmen und engagierte sich in der Lokalpolitik. Im Dezember 2014 erlag er einem Herzinfarkt. Ihm zu Ehren wurde im Sommer 2016 das Stadion seines Heimatklubs Minerul Șuncuiuș nach ihm umbenannt.